# Marston Moretaine
Marston Moretaine – wieś w Anglii, w hrabstwie ceremonialnym Bedfordshire, w dystrykcie (unitary authority) Central Bedfordshire. Leży 10 km na południowy zachód od centrum miasta Bedford i 69 km na północny zachód od centrum Londynu. W 2001 miejscowość liczyła 4 000 mieszkańców.